# 吳俊良
吳俊良（1974年3月13日—），台灣棒球選手，台灣台南縣人。從小就是傑出的投手，早在1986年威廉波特世界少棒賽就以王牌投手之姿率隊奪冠並打響名號，此後更在IBA世界青少棒錦標賽投出過無安打比賽，並且先後包辦三級棒球世界冠軍，獲得蔣經國和李登輝兩任總統召見等榮譽，2003年球季因「先天性胸椎狹窄」引退轉任統一獅隊投手教練職務。
於2009年中華職棒總冠軍賽開打後遭獅隊解約，隔年年底Lamigo桃猿將其網羅為二軍投手教練，2011年球季正式拉上一軍為投手教練。2020年跟隨洪一中轉投富邦悍將擔任投手教練，兩季後不獲續約離隊。效力桃猿隊期間得到「吳良」的外號。

## 經歷
- 台南市公園國小少棒隊
- 屏東縣美和中學青少棒隊
- 屏東縣美和中學青棒隊（義美）
- 台灣電力棒球隊
- 時報鷹棒球隊（業餘）
- 聲寶巨人棒球隊
- 合作金庫棒球隊
- 中華職棒統一獅（1996年—2003年）
- 中華職棒統一獅助理投手教練
- 中華職棒統一獅二軍投手教練（2009年10月—10月15日)
- 中華職棒統一獅投手教練（2007年4月25日—2008年10月）
- 緯來體育台中華職棒球評（2010年）
- 中華職棒Lamigo桃猿二軍投手教練（2010年12月—2011年8月17日）
- 中華職棒Lamigo桃猿一軍投手教練（2011年8月17日—2019年12月）
- 中華職棒富邦悍將一軍投手教練（2020年1月—2021年8月18日）
- 中華職棒富邦悍將一軍牛棚教練（2021年8月19日-2021年12月24日)）
- DAZN (ELEVEN SPORTS)球評 (2024年3月17日-

## 職棒生涯成績

### 中華職棒
- (粗黑體字為該年度最佳或最高成績)

| 年度 | 球隊   | 出賽 | 先發 | 勝投 | 敗投 | 完投 | 完封 | 救援 | 中繼 | 奪三振 | 四死 | 投球局數 | 責失 | 防禦率 |
| ---- | ------ | ---- | ---- | ---- | ---- | ---- | ---- | ---- | ---- | ------ | ---- | -------- | ---- | ------ |
| 1996 | 統一獅 | 40   | 25   | 12   | 10   | 6    | 1    | 0    | －   | 111    | 63   | 177.0    | 64   | 3.25   |
| 1997 | 統一獅 | 32   | 24   | 15   | 6    | 5    | 1    | 1    | －   | 135    | 58   | 184.1    | 65   | 3.17   |
| 1998 | 統一獅 | 37   | 15   | 14   | 4    | 3    | 1    | 1    | －   | 70     | 55   | 132.2    | 47   | 3.19   |
| 1999 | 統一獅 | 14   | 4    | 2    | 2    | 0    | 0    | 0    | －   | 24     | 13   | 37.1     | 17   | 4.10   |
| 2000 | 統一獅 | 31   | 13   | 4    | 8    | 0    | 0    | 0    | －   | 38     | 33   | 109.1    | 33   | 2.72   |
| 2001 | 統一獅 | 27   | 8    | 3    | 1    | 0    | 0    | 0    | －   | 46     | 41   | 83.1     | 46   | 4.97   |
| 2003 | 統一獅 | 5    | 0    | 0    | 0    | 0    | 0    | 0    | －   | 2      | 0    | 4.1      | 1    | 2.08   |
| 合計 | 7年    | 186  | 89   | 50   | 31   | 14   | 3    | 2    | 0    | 426    | 263  | 728.1    | 273  | 3.37   |

## 特殊紀錄
- 1986年在威廉波特少棒賽投出時速120公里的快速球。
- 1989年獲選第一屆IBA世界青少棒錦標賽中華代表隊大會最優秀投手及最佳右投手。
- 1997年職棒8年投手最佳十人獎、年度勝投王。
- 1998年職棒9年5月投手最有價值球員。
- 1998年1月10日，與統一獅隊簽定9年的複數年合約，是中華職棒截至2007年季初為止年限最長的合約。
- 2009年球季例行賽結束前，被球團遭放下二軍繼續擔任投手教練職務，隨後於總冠軍賽開打後遭球團解約。

## 爭議
吳俊良擔任Lamigo桃猿投手教練期間，雖然曾協助球隊取得8年6冠的輝煌成績，但就因為投手調度飽受爭議而被戲稱為「吳良」，其特殊事蹟包括：
- 2012年過度使用王牌洋投迪薩猛，更被對方控訴操壞，隔年拒絕續約。
- 2018年過度使用新生代中繼投手吳丞哲，在一年內出賽超過66場（已超過例行賽一半的場次），後來因過勞受傷後球速不復返更遭釋出。
- 2019年派中繼投手蘇俊羽接替爆掉的洋投續投，投了幾球便被總教練洪一中直接要求換投，在賽後洪總接受訪問批評投手教練吳俊良「很有問題」，因他看不出蘇失速還堅持派他下場。蘇其後兩年皆未有一軍出賽紀錄。

## 外部連結
- 吳俊良在台灣棒球維基館上的頁面（繁體中文）
- 吳俊良在中華職棒官網
- 吳俊良在Baseball-Reference.com（小聯盟以及海外聯盟）（英语）

| 前任： 郭進興 | 中華職棒勝投王 1997年              | 繼任： 楓康   |
| 前任： 郭進興 | 統一獅開幕戰先發投手 1997年-1998年 | 繼任： 曹竣揚 |